# Trentepohlia bakeri
Trentepohlia bakeri är en tvåvingeart som beskrevs av Alexander 1927. Trentepohlia bakeri ingår i släktet Trentepohlia och familjen småharkrankar. Inga underarter finns listade i Catalogue of Life.